# Große Synagoge Stiftszelt (Tel Aviv)
Die Große Synagoge Stiftszelt (hebräisch בֵּית הַכְּנֶסֶת הַגָּדוֹל אֹהֶל מוֹעֵד Bejt haKnesseth haGadōl Ohel Mōʿed) ist eine Synagoge sephardischen Ritus (נֻסָּח סְפָרַד Nussach Spharad) in Tel Aviv-Jaffa, Israel. Sie wird daher auch sephardische Große Synagoge Tel Aviv genannt, zumal sie baulich und mit 350 Sitzplätzen die größte sephardische Synagoge der Stadt ist und zeitweise Sitz des Rischon le-Zion (רִאשׁוֹן לְצִיּוֹן ‚Erster zu Zion‘, offizielle Bezeichnung des sephardischen Oberrabbiners Israels) war. Die Synagoge ist nach dem biblischen Stiftszelt benannt. Die Synagoge wurde nach Plänen des Architekten Joseph Berlin unter Mitwirkung seines Partners Richard Pacovský im Stil des Art déco erbaut und 1931 eingeweiht.
Die Große Synagoge Stiftszelt ist eine der ältesten Synagogen in Tel Aviv und wird an Schabbat, Werktagen wie jüdischen Feiertagen als Ort fürs Studium der Torah (d. h. Weisung) und fürs Gebet genutzt. Im Jahre 2009 wählten die Leser von Ynetnews.com יְדִיעוֹת אַחֲרוֹנוֹת die Große Synagoge Stiftszelt auf Platz 10 der schönsten Synagogen Israels. Angesichts der finanziellen und materiellen Möglichkeiten zur Zeit ihrer Erbauung strahlt die Synagoge eine bemerkenswerte Originalität und Würde aus.

## Lage
Die Synagoge Stiftshütte befindet sich im Rechov SchəDa"L 5 (רְחוֹב שַדָּ"ל ‚Straße SchəDa"Ls‘), einer ruhigen Seitenstraße der geschäftigen Sderot Rothschild im Gründungsviertel von Tel Aviv, dem am 11. April 1909 als Vorort Jaffas gegründeten Achusat Bajit, ab 21. Mai 1910 Tel Aviv genannt. Heute wird die Gegend mit zwei weiteren ehemaligen Vorstädten (Gəʾullah und Nachalat Binjamin, beide von 1911) begrifflich als Tel Aviv haQəṭannah (תֵּל־אָבִיב הַקְּטַנָּה ‚Klein Tel Aviv‘) zusammengefasst. Gelegen in Tel Aviv haQṭannah gehört die Synagoge mit diesem zu Lev Tel Aviv (לֵב תֵּל־אָבִיב ‚Herz Tel Avivs‘), das mit weiteren Vierteln den Stadtteil 5 bildet, der mit den Stadtteilen 3, 4 und 6 den Bezirk Mitte bildet.
Anfangs stand die Synagoge inmitten von Mandelbäumen. Als die Bebauung heranrückte, überragte die ansehnliche Kuppel die Nachbarhäuser. Die vielen Hochhäuser stellen in dem heute wichtigen Geschäftsviertel die Synagoge in den Schatten. Von der schmiedeeisernen Grundstückspforte, in deren Gitterwerk eine Menorah und die hebräische Bezeichnung für Stiftszelt eingearbeitet sind, führen 30 Stufen hinauf zu einem Vorplatz mit dem Eingang, weshalb Besucher mit beschränkter Mobilität die Synagoge ohne Hilfe Dritter nicht erreichen können.

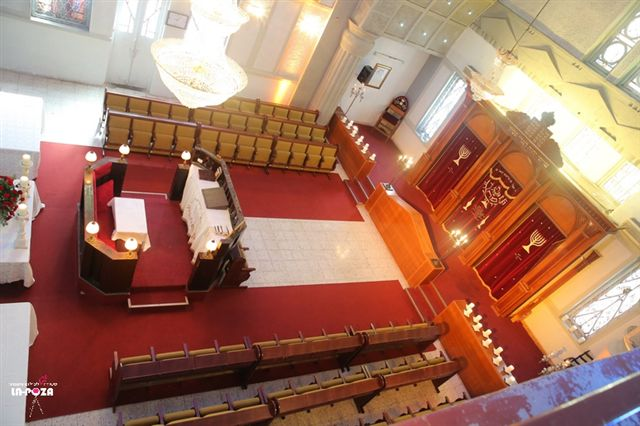
Synagogenraum mit Bestuhlung in sephardischer Tradition, Blick 2013 von der Südempore

## Geschichte
Wer die Synagoge betritt, findet im Foyer rechts vom Eingang gerahmt eine Kopie des Grundbucheintrags des Grundstücks aus dem Jahre 1928 auf Namen der Stifter Schalom Aharon Levi und Schlomoh Jizchaq Cohen wie des Initiators Rabbi Ben-Zion Meʾir Chai ʿUsiʾel, der 1911 zum Chacham Baschi Jaffas (zu dem Tel Aviv ja zunächst als Vorort noch gehörte) und 1923 zum sephardischer Oberrabbiner Tel Avivs ernannt worden war. Die jemenitischen Kaufleute Cohen und Levi waren von Aden nach Port Said gezogen und hatten als Geschäftsgelegenheit auch in Grundstücke im aufstrebenden Tel Aviv investiert. ʿUsiʾel, der davon gehört hatte, schrieb ihnen in die ägyptische Hafenstadt, um sie dafür zu gewinnen, Baugrund für eine sephardische Synagoge in Tel Aviv zu stiften. Auch davon hängt eine Kopie rechts vom Eingang.

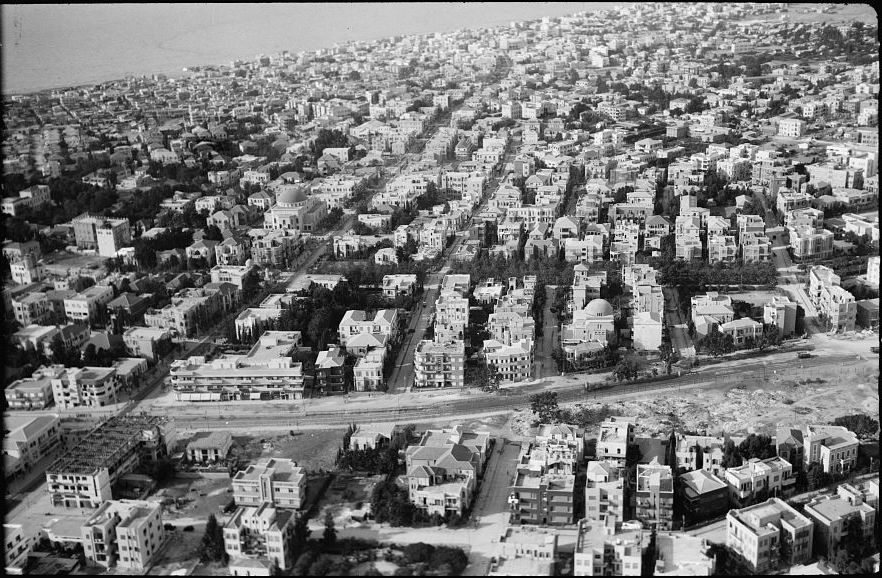
Tel Aviv 1930 mit den Kuppeln beider Großen Synagogen, sephardisch vorn rechts, aschkenasisch mittig links

Seit 1912 war für Tel Aviv zunächst eine simultan aschkenasisch-sephardische Synagoge mit zwei Betsälen geplant, je einer für jeden der beiden Riten. Doch der Erste Weltkrieg vereitelte die Umsetzung. Nach den Pogromen 1921 gegen Juden in Jaffa gewährte die britische Mandatsverwaltung Tel Aviv den Status einer Township mit gewisser Autonomie innerhalb des Stadtverbandes Jaffa. Das inzwischen gebildete zehnköpfige Projektkomitee beschloss, statt zweier Betsäle lieber eine Große Synagoge aschkenasischen Ritus zu bauen. Der Townshiprat beschloss, den Bau durch eine Umlage auf alle Grundstückseigner zu finanzieren.
Durch sein zweijähriges Rabbinat in Thessaloniki (1921–1923) hatte ʿUsiʾel griechische Sephardim zur Alijah motivieren können, von denen sich viele in Florentin, einem neu entstehenden Viertel südlich von Tel Aviv haQtannah, niederließen. ʿUsiʾel erfuhr von den geänderten Plänen für die Große Synagoge und beantragte beim Tel Aviver Townshiprat, für den Bau einer sephardischen Synagoge eine vergleichbare Umlage zu genehmigen und einzuziehen. Der Rat lehnte ab und Tel Avivs stellvertretender Bürgermeister beschied ʿUsiʾel, die Große Synagoge würde nach Fertigstellung allen offenstehen, ʿUsiʾel würde sich dann schon in die Umstände einfinden. ʿUsiʾel widersprach, doch ohne auf Entgegenkommen zu stoßen, und mobilisierte sephardische Grundeigentümer im Gebiet der Township, die Zahlung der Umlage für die aschkenasische Synagoge einzustellen. Daraufhin lenkte der Rat ein und gewährte einen Zuschuss.
Cohen und Levi stifteten schließlich eine Düne von 800 m² als Bauland für die Synagoge sowie ein Gros der Baukosten. ʿUsiʾel leitete vor Ort die Entwicklung des Projektes und berichtete den Stiftern brieflich nach Port Said vom Fortgang, wie Schreiben von 1925 bezeugen. In der Spätphase des britischen Mandats diente die Synagoge Irgunisten und LeCh"I als Versteck und Treff.

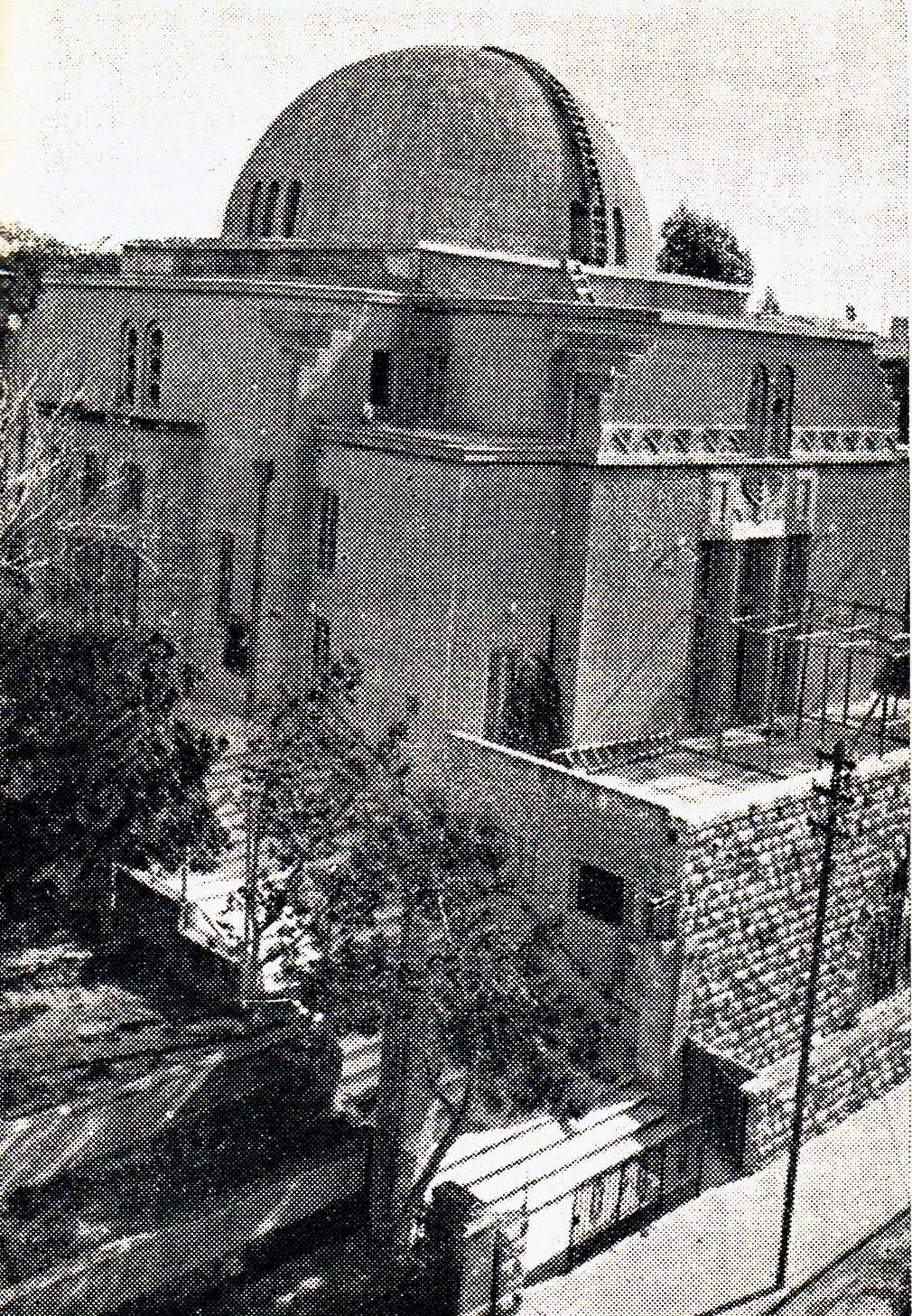
Kuppel, West- und Südfassade der Synagoge mit Gestell für eine Laubhütte auf dem Balkon, Anfang der 1950er Jahre

Als Wirkungsstätte des sephardischen Oberrabbiners Tel Avivs war die Synagoge lange Jahre ein beliebtes spirituelles Zentrum in der Innenstadt mit blühender Gemeinschaft von Synagogengängern, deren Schar – insbesondere zu hohen Feiertagen – der Bau oftmals nicht vollständig fassen konnte. In den 1960er Jahren fanden werktäglich drei bis fünf Hochzeiten statt, oft in den angenehmen Nachmittags- und Abendstunden. Heute gibt es weniger, dafür aber aufwändigere Trauungen. Bekannte Brautleute waren 1959 Ex-Spion Eli Cohen und Nadia Madschald wie auch 2007 TV-Moderator und Comedian Zvika Hadar und seine zweite Frau Liʾat Gannon (לִיאָת גַּנּוֹן).
Viele sephardische Bewohner in der Nachbarschaft zogen seit den 1980er Jahren aus dem Stadtzentrum in neue Vororte, wodurch die Zahl der Synagogengänger abnahm. Die Anzahl der Betenden wurde sehr übersichtlich, zur Schacharit kamen oft nur 20 Personen, an Schabbat um die 15 Personen als regelmäßige Synagogengänger. Doch heute besuchen an Schabbat, Feier- und Werktagen wieder mehr Synagogengänger den beeindruckenden Bau. Vor allem an Werktagen kommen Berufstätige (wie solche von der Chevrat haChaschmal), die in der Umgebung arbeiten, um Schacharit und / oder Mincha zu beten.
Um den Unterhalt des Gebäudes mitzufinanzieren, vermieten die Gabbaʾim den südlich an den Betraum der Synagoge anschließenden Veranstaltungssaal. Ihre gediegene Eleganz bewegt viele Brautleute dazu, in dieser Synagoge zu heiraten und im südlich anliegenden Saal Hochzeitsempfang zu halten. Auch andere Familienfeiern, wie für Jugendliche, die Bar oder Bat Mitzwah werden, oder anlässlich Britot Milah, finden hier statt. Die Gabbaʾim unter Schlomi Bublil beschlossen, die Synagoge auch für die Weiße Nacht (לַיְלָה לָבָן Lajlah Lavan) zu öffnen, um Menschen für diesen besonderen Ort zu begeistern.

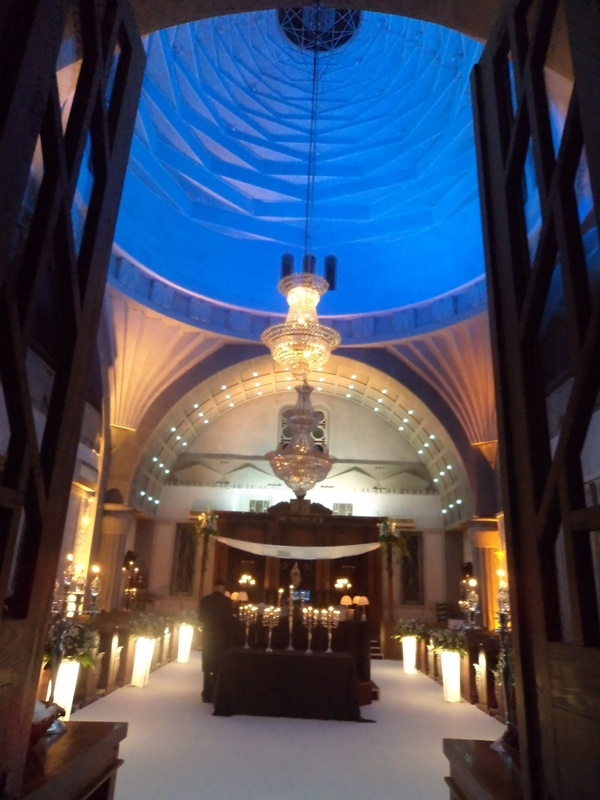
Blick 2013 durch den für eine Hochzeit geschmückten Synagogenraum mit Chuppah und Blumen gen Kuppel und Torahschrein

## Planung und Bau
ʿUsiʾel beauftragte den in Sankt Petersburg bekannt gewordenen Architekten Joseph Berlin (1877–1950) aus Mahiljou, der 1921 eingewandert war, und seinen Partner Richard Pacovský (רִיכַרְד פָּסוֹבְסְקִי Passovski) aus Böhmen, deren Baustil orientalisierende Einflüsse wie solche von Art déco und Bauhaus aufweist. Im Jahre 1928 waren die Mittel aufgebraucht und der Bau bis auf die Kuppel vollendet. Deren Fertigstellung bis 1931 ermöglichten schließlich großzügige Spenden der Londoner Brüder Bataish (بطيش) aus aleppinischer Familie. Die eigentlichen Bauarbeiten dauerten von 1925 bis 1931.

## Baubeschreibung
Grundriss des Baus bilden zwei nicht mittig gekreuzte gleichbreite Rechtecke, was ein unregelmäßiges Kreuz ergibt, wobei östlicher wie südlicher Kreuzarm etwas länger sind als der westliche und nördliche. Die Proportionen des Gebetsraums im Mittelquadrat, der Pendentifkuppel mit Tambour darüber, der Achtorte in deren Innerem und der Kombination aus Achterstern und Quadraten im Kuppelscheitel folgen dem Goldenen Schnitt. Die Kuppel bildet eine halbe Kugel, die auf einem Tambour aufsitzt. Pendentifs bilden die Übergänge zwischen dem runden Grundriss des Tambours und dem quadratischen Zentralbau des Synagogenraums.
Die vier Seiten des quadratischen Synagogenraums bilden Bögen, die den Tambour tragen. Nach Osten ist der Bogen offen zum östlich anschließenden tonnengewölbten Joch, in dem sich der Torahschrein befindet. Den nördlichen Bogen schließen unten farbige Fenster und eine farbig verglaste Tür zum Nordhof, durch die bei Tage Licht in den Innenraum einfällt. Oben ist der nördliche Bogen zum Zentralraum offen und birgt eine Empore unter dem an den Bogen nördlich anschließenden schmalen Joch mit Tonnengewölbe. Nach Süden ist der Bogen unten geschlossen, dahinter ein Mehrzwecksaal, und oben ebenfalls offen für eine Empore unter einem breiteren tonnengewölbtem Joch.

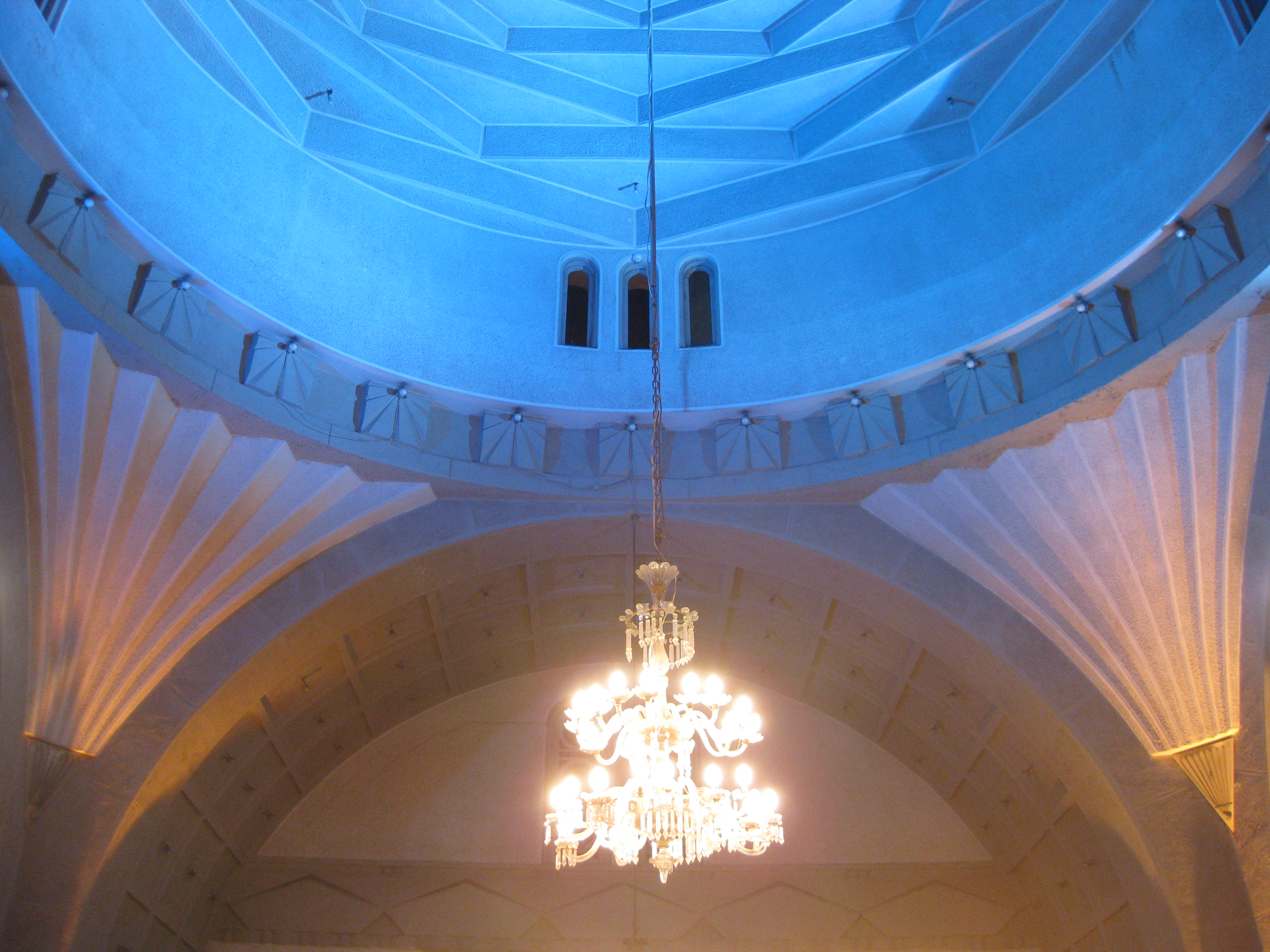
Östliches Triforium im Tambour über Pendentifs mit siebenfachen Stuckfalten, 2009

Man betritt die Synagoge durch drei geschnitzte Holztüren und gelangt so in den westlichen Kreuzarm. Typisch sephardisch ist die Aufstellung der Bimah im Zentrum des Raums und die bewegbaren Bänke können wahlweise sephardisch, also parallel zu Süd- und Nordwand mit Blick zur mittigen Bimah gestellt werden oder aschkenasisch mit Blick zum Torahschrein. Die Zahl der Sitzplätze beträgt 350. Frauen und Männer können getrennt sitzen, im unteren Synagogenraum gibt es einen separierbaren Sitzbereich wie auch auf den Emporen in den Jochen, die nördlich und südlich an die offenen Bögen anschließen.

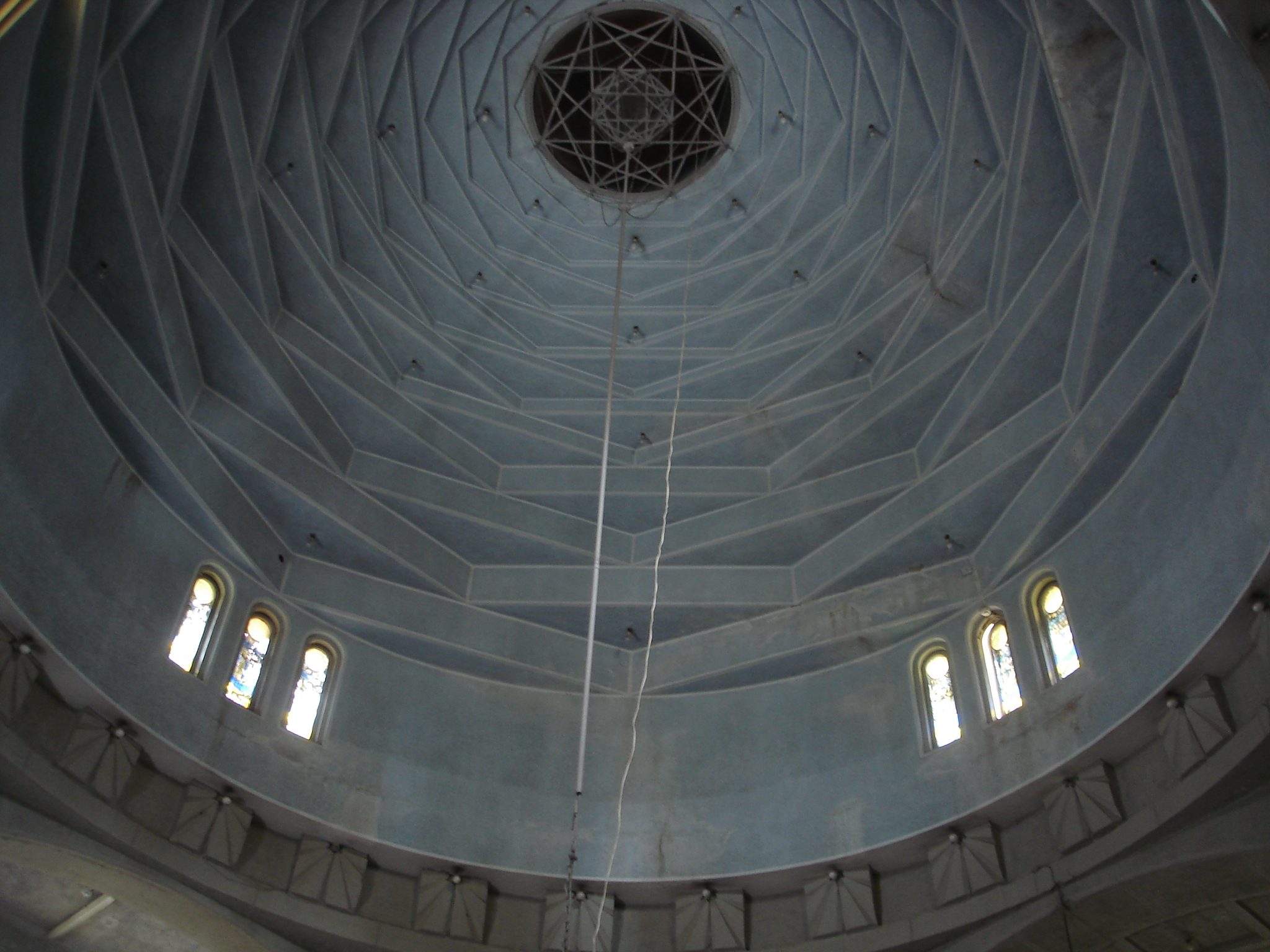
Blick in die Kuppel mit 15 – im sich verengenden Raum – sich übereinander türmenden Achtorten über Triforien

Der Dekor des Innenraums ist bestimmt von Symbolik. Das Innere schmücken Dekors im Art déco, so zieren sieben Stuckfalten die Pendentifs, in deren unteren Spitzen die Falten zusammenlaufen und so Menorot nachformen. Ulrich Knufinke erkennt darin Ähnlichkeiten mit dem Kuppelinneren der Leipziger Feierhalle, 1927/1928 von Wilhelm Haller, auf dem Neuen Israelitischen Friedhof. Die 32 viereckigen Ornamente, die den Kranz am unteren Rand des Tambours zieren, symbolisieren die Buchstaben und Vokalzeichen des hebräischen Alphabets. Bei Tage dringt Licht in den Tambour durch vier Triforien, je eins in jede Himmelsrichtung weisend, deren Scheiben Glasmalereien, die die zwölf Stämme Israels symbolisieren, schmücken.
Das Kuppelinnere ist himmelblau. Ihr Inneres schmücken 15 – im sich nach oben verengenden Raum – sich übereinander türmende stuckierte Achtorte, ein jedes kleiner als das jeweils darunter liegende, die für die 15 Stufen zum Tempel von Jerusalem stehen, auf denen die Wallfahrtspsalmen gesungen wurden.
Für eine liturgische Verortung der Wallfahrtspsalmen wird gern ein Text aus der Mischna herangezogen: Während des Sukkotfestes fand ein sehr populäres nächtliches Ritual des Wasserschöpfens statt. Die Leviten standen mit ihren Musikinstrumenten „auf den fünfzehn Stufen, die vom Vorhof Israels in den Frauenvorhof hinabführen, entsprechend den fünfzehn Stufenliedern in den Psalmen. Auf ihnen also standen die Leviten mit ihren Musikinstrumenten und sangen Lieder.“

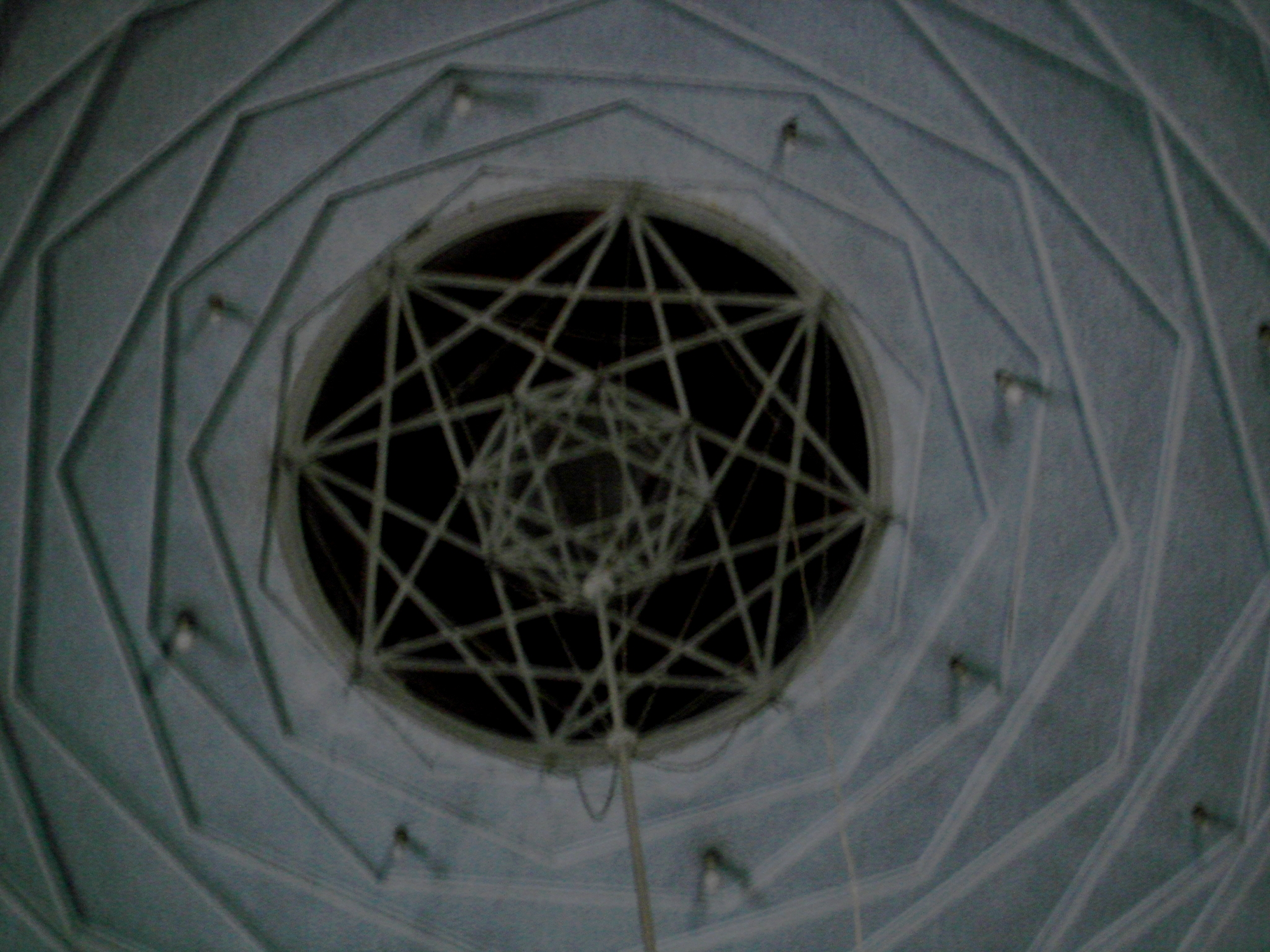
Skulptur im Kuppelscheitel, 2010

Im Scheitel der Kuppel bildet eine Skulptur aus Quadraten und Achtersternen die dreidimensionale Form eines geschliffenen Diamanten. Der Blick aus dem Mittelquadrat des Betraums durch den zylindrischen Tambour in die oktogonalen Stuckaturen zu Quadraten und Achtersternen im Scheitel vermittelt dem Betrachter den Eindruck perfekter Proportionen.

## Sitz von Tel Avivs sephardischem Oberrabbinat
Rabbi ʿUsiʾel hatte 1931 bis 1942 als sephardischer Oberrabbiner der Stadt seinen Sitz in Zweckräumen der Großen Synagoge Stiftszelt, 1939 bis 1953 war er zudem Rischon le-Zion (hebräisch רִאשׁוֹן לְצִיּוֹן ‚Erster zu Zion‘, offizielle Bezeichnung des sephardischen Oberrabbiners Israels). In der Großen Synagoge Stiftszelt wirkten und beteten Tel Aviv-Jafos sephardische Oberrabbiner wie 1968 bis 1975 ʿOvadjah Josef, bis 1973 als sephardischer Oberrabbiner der Stadt und auch die ersten beiden Jahre seiner Amtszeit als Rischon le-Zion, gefolgt von Chaim David haLevi, 1973 bis 1998 sephardischer Oberrabbiner von Tel Aviv. Die Oberrabbiner zogen auch die Besuche vieler Würdenträger der Stadt an.

### Liste sephardischer Oberrabbiner
Seit 2002 gibt es nur noch einen Oberrabbiner für Tel Aviv.
- 1911–1921: Ben-Zion Meʾir Chai ʿUsiʾel (als Chacham Baschi von Jaffa, zu dem Tel Aviv gehörte)
- 1921–1923: Vakanz (?)
- 1923–1942: Ben-Zion Meʾir Chai ʿUsiʾel
- 1942–1958: Jaʿaqov Moscheh Toledano

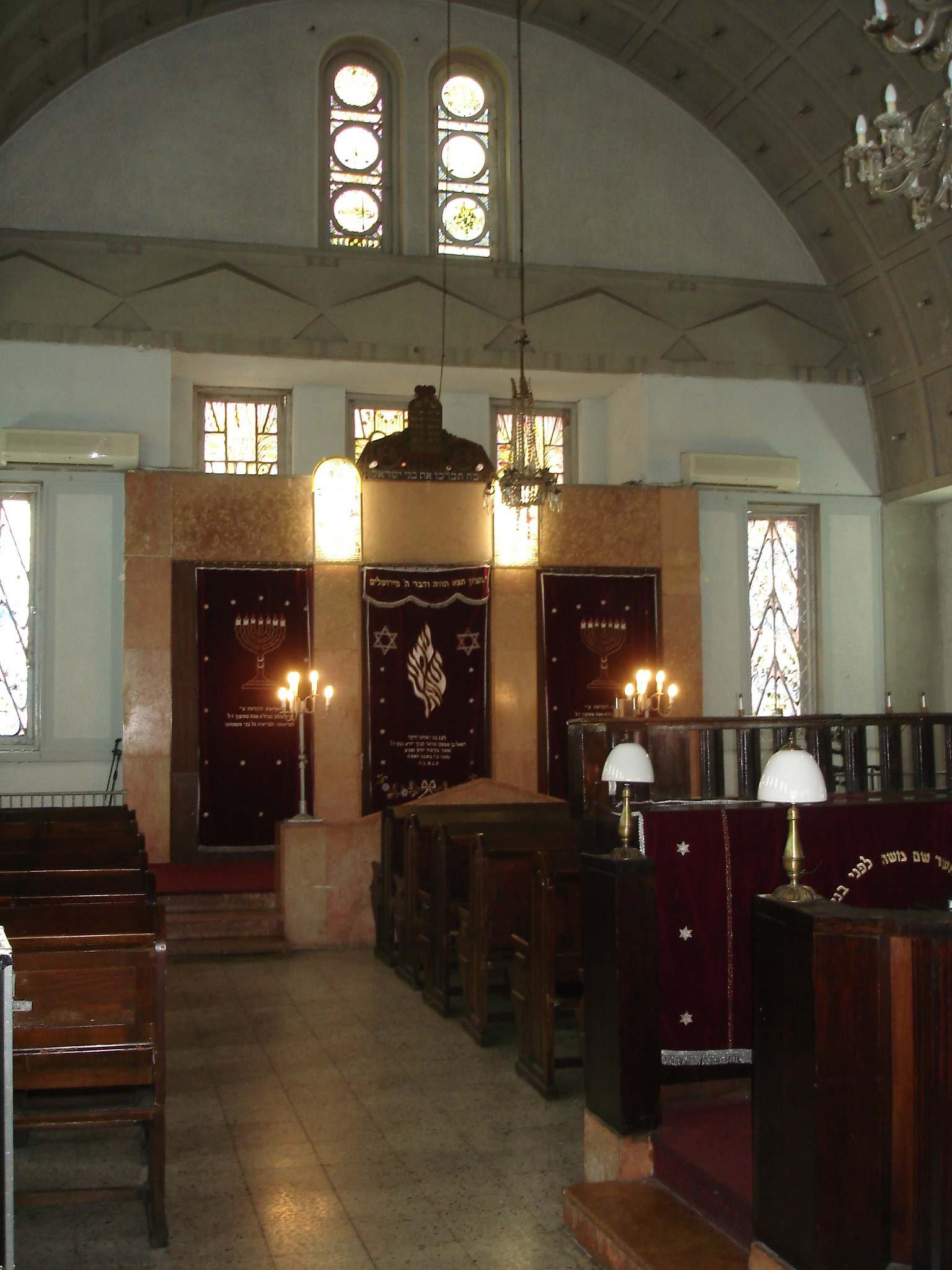
Torahschrein

- 1958–1968: Vakanz (?)
- 1968–1973: ʿOvadjah Jossef
- 1973–1998: Chaim David haLevi
- 1998–2002: Vakanz

## Kantoren
Die Große Synagoge Stiftszelt beschäftigt regelmäßig Chasanim, die an Schabbat und Feiertagen singend durch Gebet und Liturgie führen. Rabbi ʿUsiʾel holte Kantor Jehoschuʿa Abrahamoff aus Jerusalem als Hauptkantor an die Synagoge. Als erster Kantor weihte er in seinem weißen Gewand 1931 die Synagoge. Abrahamoff, Kind bucharischer Juden, war auch Torahlehrer. Zu seinen bekanntesten Schülern zählen Rabbi ʿOvadjah Josef und Rabbi Mordechai Elijahu. Jaʿaqov Moscheh Toledano, Oberrabbiner von Kairo, wurde 1942 zum sephardischen Oberrabbiner Tel Avivs gewählt und zog ebendort hin, wo er bis 1958 als solcher amtierte.
Die großen Kantoren betrachteten es als große Ehre, in der Synagoge zu amtieren. Zu dieser Zeit trugen die Chasanim in Ausübung ihres Amtes einen Kantorentalar eigenen Designs der Großen Synagoge Stiftszelt, was sie von anderen Synagogengängern abhob und eine gewisses Prestige verlieh. Ein Original der Synagoge war Rabbi Avraham Chalifa (אַבְרָהָם כָלִיפָא), der in speziellem Gewand und mit einer Art Tschako mit der Aufschrift Ohel Moʿed (Stiftszelt) um die Synagoge streifte, um während des Gebets für Ordnung und Ruhe zu sorgen, und Pausierenden Kautabak oder Erfrischung durch Kölnisch Wasser anbot. In den 1960er und 1970er Jahren bis in die frühen 1980er Jahre waren Rabbiner Nissim Sechuta und Jizchaq Cohen Kantoren der Synagoge, in Israel führende Chasanim dieser Jahre. Im Jahre 2009 diente Rabbi Daniel Nachum auch als Kantor wie auch Rabbi Joseph Peretz.

## Stiftung als Trägerin
Die Synagoge rangiert als öffentlicher Heqdesch für Zwecke in den Bereichen Bildung, Kultur, Wissenschaft, Gesundheit, Religion, Wohltätigkeit, Sicherheit oder Sport, eine von mehr als 700 dieser Art im Lande. Sieben Treuhänder sind berufen, darunter Rabbi Elijahu Castro, Rabbi Jizchaq Zadqah, Rabbi Michaʾel Cohen und weitere, das Treuhandvermögen zu erhalten, zu verwalten und weiterzuentwickeln, den durch die Satzung bestimmten Stiftungszweck mit Vertrauen und Sorgfalt zu verfolgen. Rachel Shakargy (רָחֵל שָׁקַרְגִּ׳י Rachel Schaqardschī) ist Inspekteurin der religiösen Heqdeschot im Auftrag der rabbinischen Battej Din (הַמְּפַקַּחַת עַל הָהַקְדָּשׁוֹת הַדָּתִיִּים מִטַּעַם בָּתֵּי הַדִּין הָרַבָּנִיִּים).

## Leitungskonflikt
In der Synagoge gibt es einen kleinen Veranstaltungssaal, der von dem Veranstalter Chatunnah Acheret (חֲתֻנָּה אָחֶרֶת ‚Andere/Alternative Hochzeit‘) vermarktet wird. Zunächst hielten sich die Feiern privater Mieter im Rahmen, aber im Laufe der Jahre wurden die Feste ausschweifender, einer Synagoge nicht eben würdig. Dieser Betreiber vermietet den Saal für Feiern, bei denen Gäste auch tanzen. Oft konnte der kleine Saal jedoch die große Zahl Geladener nicht aufnehmen, und diese schlüpfen in den Synagogensaal, tanzten gar in der Synagoge vor dem Torahschrein. Das empfanden viele Synagogengänger als der Würde des Betsaals unangemessen und waren entsprechend verärgert.
Diese Missstände abzustellen, gelang nicht. Rabbi Schlomoh Stasman vom zuständigen Beit Din erfuhr davon und, da die Synagoge Eigentum des Heqdesch ist, ernannte er nach Rücksprache mit Rischon le-Zion Jizchaq Jossef vier zusätzliche Treuhänder, darunter Rabbi Elijahu Castro und Rabbi Jizchaq Zadqah, um das Problem mangelnder Angemessenheit anzugehen. Castro wurde zum Rabbiner der Synagoge ernannt und Zadqah zu seinem Stellvertreter.
Diese Ernennung entfremdete jedoch viele regelmäßige Synagogengänger, die sich weigerten, die vier neuen Treuhänder anzuerkennen und mit ihnen zusammenzuarbeiten. Castro aus Elʿad und Zadqah aus Bnei Braq gehören nicht zur Gemeinschaft der Synagoge, sie hatten dort nie gebetet, und waren nun plötzlich als Leiter berufen. Verärgerte Synagogengänger erhoben Widerspruch beim Beit Din gegen die zusätzlichen Treuhänder. Stasman verstand die Situation, hob die Ernennungen der neuen Treuhänder auf und versuchte, die Wellen zu glätten, indem er zwei Rechtsanwälte in besonderem Auftrag als Verwalter berief, die in der Folge die Firma Chatunnah Acheret auf Unterbindung unangemessener Nutzungen des Synagogenraums verklagten. Das Gericht nahm die Klage an und gab ihr statt.
Die Synagogengänger hofften, dies würde den Frieden wiederherstellen, aber im Büro des Rischon le-Zion nahm man die Ersetzung der Treuhänder, die man empfohlen hatte, durch die Sonderbeauftragten nicht gut auf. Kurz danach wurde Stasman die richterliche Zuständigkeit für Tel Aviv entzogen, seine Aufgabe als Dajjan übernahm Rabbi Sevadjah Cohen, ein enger Vertrauter des Rischon le-Zion, und Cohen setzte die zusätzlichen Treuhänder wieder ein.
Die Gabbaʾim legten eine Resolution der meisten Synagogengänger vor, die wieder eingesetzten Treuhänder zu entlassen, da ihre Ernennung zu Konflikten in der Gemeinschaft der Synagoge führte. In 95 Beschwerdepunkten führten sie aus, dass die Zerwürfnisse eine einzigartige, über Jahre gewachsene Gemeinschaft zerstören, die Funktionsweise der Synagoge schwer beeinträchtigen. Zudem führten sie an, dass die Treuhänder unter Verstoß gegen die Stiftungssatzung ernannt wurden und ihr von Stasman beigegebenes Mandat sich auf die Lösung des Problems, unangemessener Nutzungen beschränkte, das durch den von den Sonderbeauftragten erstrittenen Gerichtsentscheid erfolgreich gelöst worden sei. Die Situation wurde zur Zerreißprobe für die Gemeinschaft der Synagoge, mit einer Mehrheit gegen die eingesetzte Leitung und einer apologetischen Minderheit.
Cohen wies die eingereichte Klage ab, da die Beschwerdeführer keine Partei seien, die berechtigt sei für den Heqdesch zu agieren. Dieser Beschluss des Dajjans erregte viel Ärger und Groll bei der Gemeinschaft der Synagoge und ihren Gabbaʾim, und sie beschlossen, beim Rabbinischen Beit Din haGadol (בֵּית הַדִּין הָרַבָּנִי הַגָּדוֹל) Berufung einzulegen, da Cohen ihre Klage ohne jedes Eingehen auf die Beschwerdepunkte und auch ohne Begründung seiner Entscheidung abgewiesen hatte.
Der Rabbinische Beit Din haGadol nahm die Berufung an, hob Cohens Beschluss auf und verwies die Sache zur Anhörung an Cohen am Beit Din Tel Aviv zurück. Cohen, der erneut zu entscheiden hatte, wies die Beschwerde wieder ab, diesmal mit Begründung, worin er weiter erklärte, dass die wiedereingesetzten Treuhänder nicht entlassen würden und weiter die Angelegenheiten der Synagoge regeln dürften. Daraufhin gingen die Beschwerdeführer wieder in Berufung, die Appellationsinstanz kassierte wieder Cohens Beschluss und verwies den Fall im Mai 2018 wieder zurück an die untere Instanz.
Die Beschwerdeführer hegten keine Hoffnung, dass die Appellationsinstanz die Entscheidung an sich ziehen werde, offenbar unterlassen aus Rücksicht auf den Rischon le-Zion, der Cohen favorisiert, an den der Fall ja jeweils zurückverwiesen wurde. Dass Cohen grundsätzlich anders entscheiden würde, erwarteten die Kläger auch nicht. Ihr Anwalt David kommentierte: „Ich kann nur sagen, dass eine Heiligung haSchems aus dieser Angelegenheit leider nicht erwachsen ist.“

## Galerie

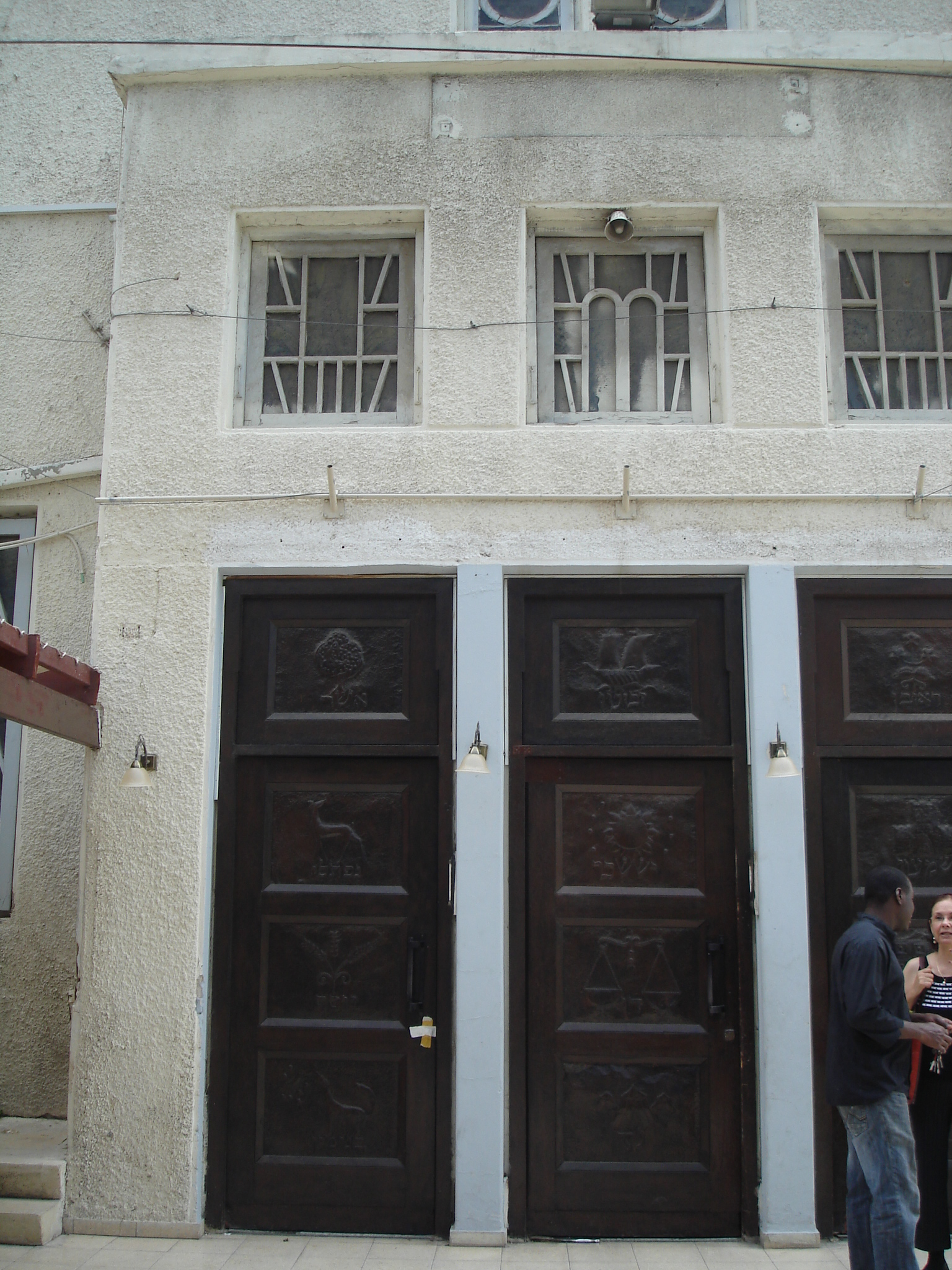
Geschnitzte Holztüren
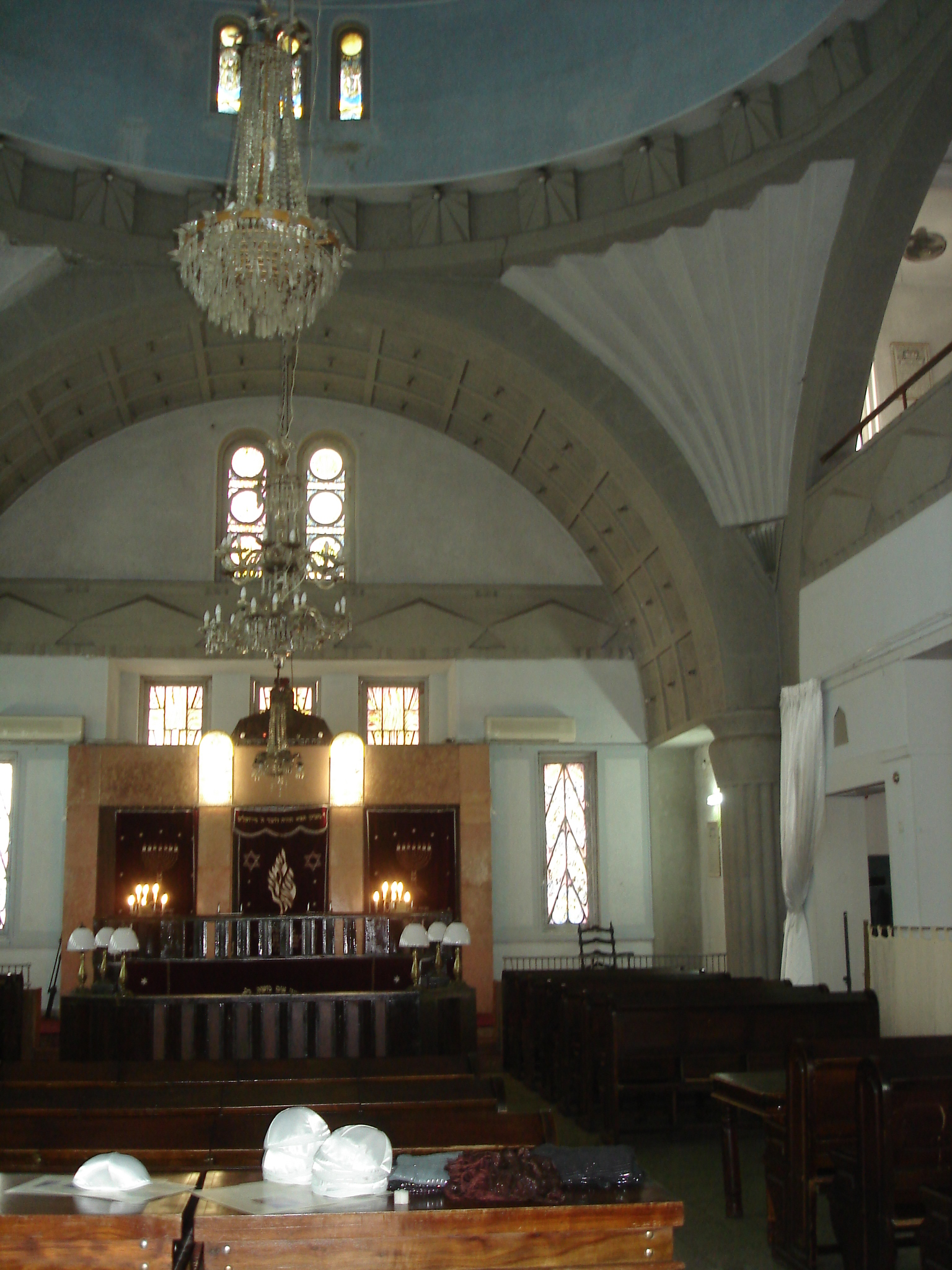
Blick durch den Betsaal zum Torahschrein
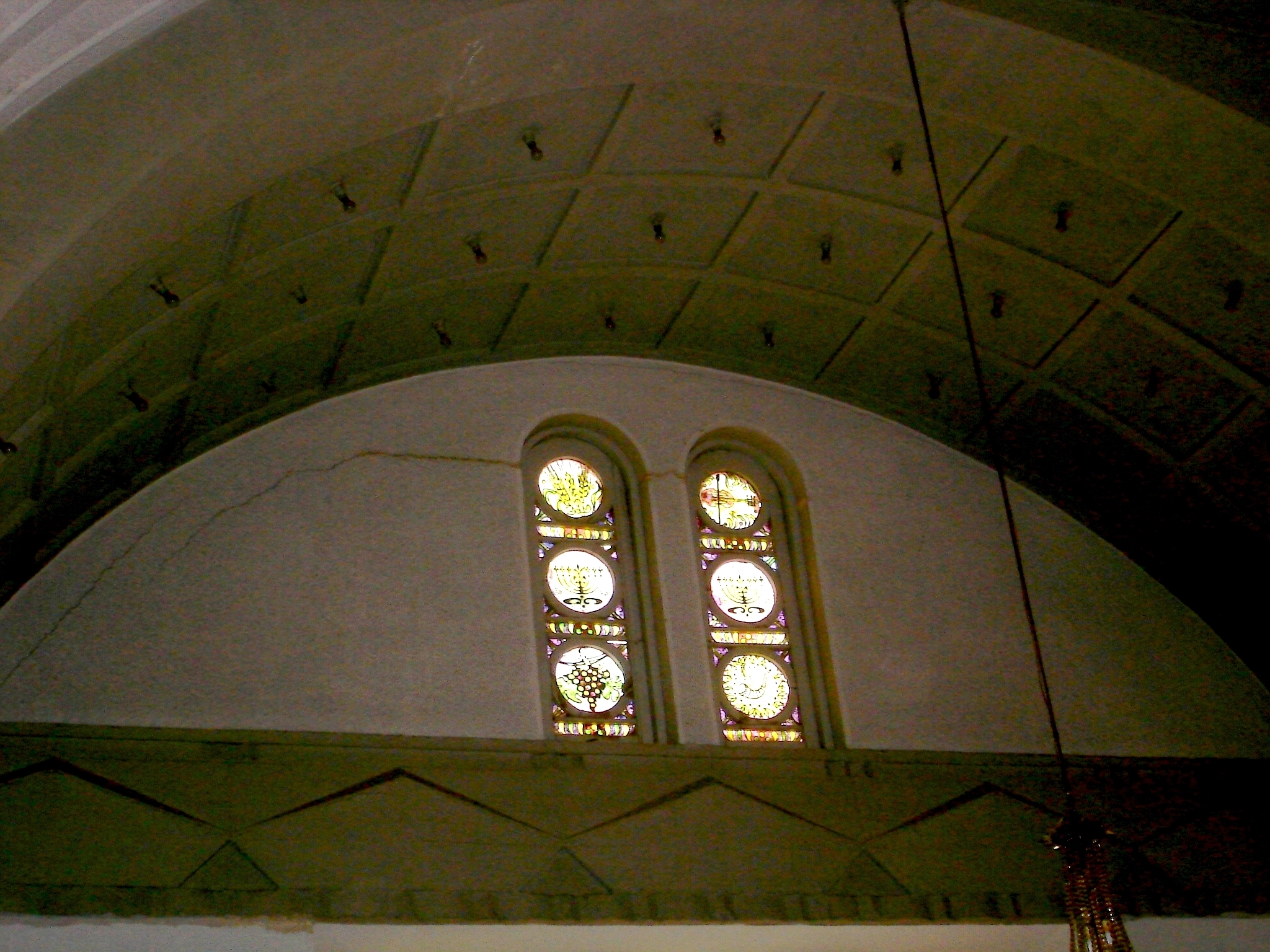
Kassettiertes Ostjoch überm Torahschrein
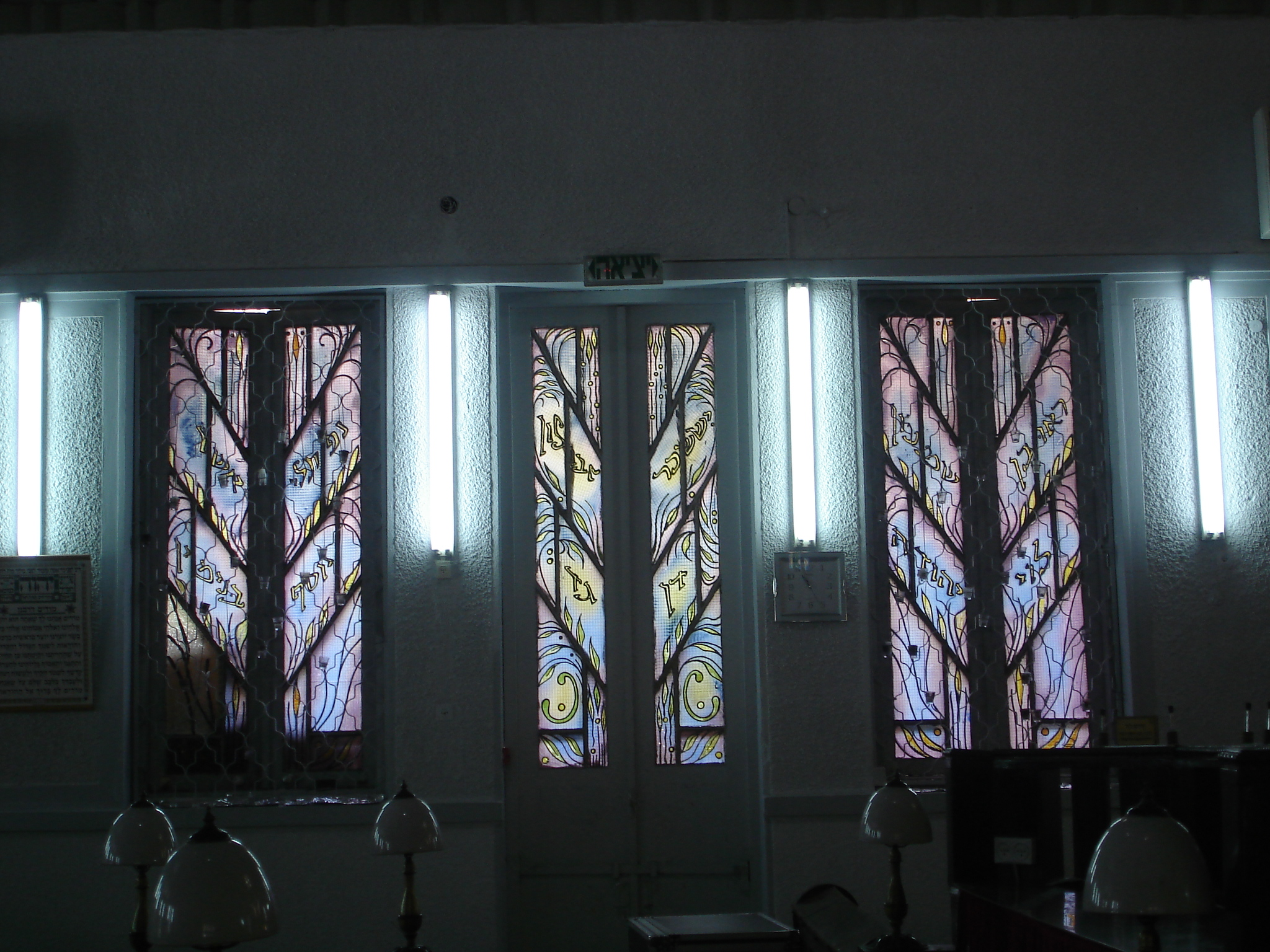
Glasmalereien des Art déco

## Trivia
Im Jahre 5743 bzw. gregorianisch 1983 brachte der damalige israelische Postdienst Raschut haDoʾar (רָשׁוּת הַדֹּאַר) eine 3-Schekel-Briefmarke mit der Synagoge als Motiv heraus.